# کورناچیتسه
کورناچیتسه (به لهستانی:  Kornacice) یک روستا در لهستان است که در گمینا اوپاتوو (استان اشوی‌داشکسیه) واقع شده‌است.
 کورناچیتسه  ۱۹۰ نفر جمعیت دارد.